# Virginia Graham Fair

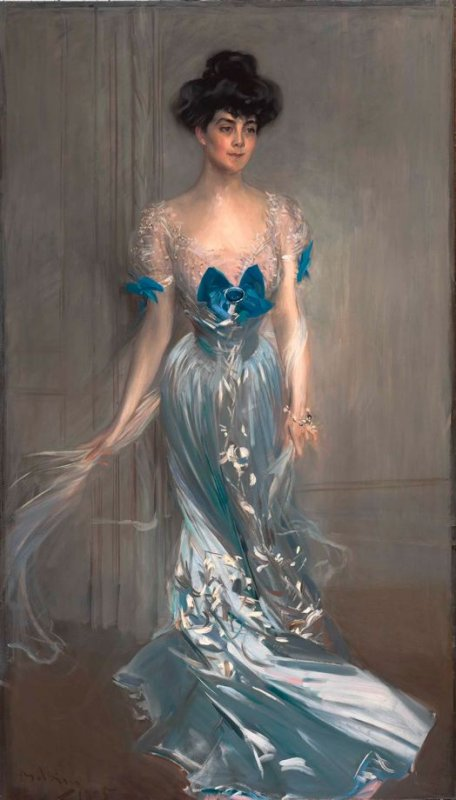
Giovanni Boldini: Virginia Fair Vanderbilt, um 1910

Virginia Graham Fair, besser bekannt als Virginia Fair Vanderbilt (* 2. Januar 1875 in San Francisco, Kalifornien; † 15. Juli 1935 in Manhattan, New York City) war eine US-amerikanische Silberminen-Erbin und gehörte durch Heirat der wohlhabenden Familie Vanderbilt an.

## Leben
Virginia Graham Fair (Birdie) war die Tochter des Silberminenbesitzers und Politikers James Graham Fair (1831–1894) und seiner ersten Ehefrau Theresa Rooney (1838–?). Ihr Vater, ein irischer Einwanderer, machte sein Vermögen in den Silberminen von Comstock Lode und der Big Bonanza Mine in Virginia City und Carson City; und zwischen 1881 und 1887 war er US-Senator für den Bundesstaat Nevada. Zusammen mit ihrer älteren Schwester Therese Tessie Alice (1862–1926), spätere Mrs. Hermann Oelrichs, erhielt sie eine umfassende Ausbildung und wurde ausschließlich zu Hause von Gouvernanten und Tutoren mit Hilfe der väterlichen Bibliothek unterrichtet. Virginia galt als ausgesprochen intelligent und absolvierte ein Studium am exklusiven Mädchen-College Brearley School in Klassischer Literatur und Philosophie. Nachdem ihr Vater mit Phoebe Couzins Ehebruch beging, löste dies einen gesellschaftlichen Skandal aus. Die Ehe der Eltern wurde 1883 wegen gewöhnlichen Ehebruch geschieden. Das Sorgerecht für die drei jüngeren Kinder blieb bei deren Mutter und sie lebten später in San Francisco. Der ältere Bruder, James Jr. – der beim Vater blieb – nahm sich wenig später das Leben.

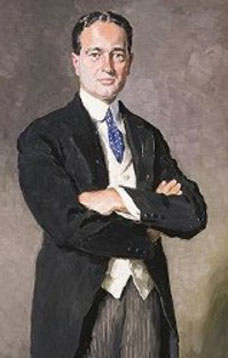
Giovanni Boldini: William Kissam Vanderbilt II, Öl auf Leinwand, um 1910

Am 26. März 1899 heiratete sie in San Francisco den Rennfahrer und Präsidenten der New York Central Railroad William Kissam Vanderbilt II (1878–1944), ältester Sohn des Eisenbahn-Tycoon William Kissam Vanderbilt (1849–1920) und seiner ersten Ehefrau Alva Erskine Smith (1853–1933). Die Zeitungen berichteten über jedes Detail, einschließlich der Hochzeitsgeschenke – darunter ein goldener WC-Sitz. Die Flitterwochen verbrachte das junge Paar im Hotel Waldorf-Astoria und darauf in Newport auf Rhode Island, nachdem zuvor ein Brand die 100 Zimmer Idlehour-Villa bis auf die Mauern zerstörte. Aus der Ehe, die allen Berichten zufolge anfangs glücklich verlief, gingen drei Kinder hervor:
- Muriel (1902–1982)

⚭ 1925–1929 Frederic Cameron Church Jr.
⚭ 1931–1936 Henry Delafield Phelps
⚭ 1936 J.P. Adams
- Consuelo (1903–1994) ⚭ Earl E. T. Smith
- William Kissam Vanderbilt III (1907–1933, tödlicher Autounfall)

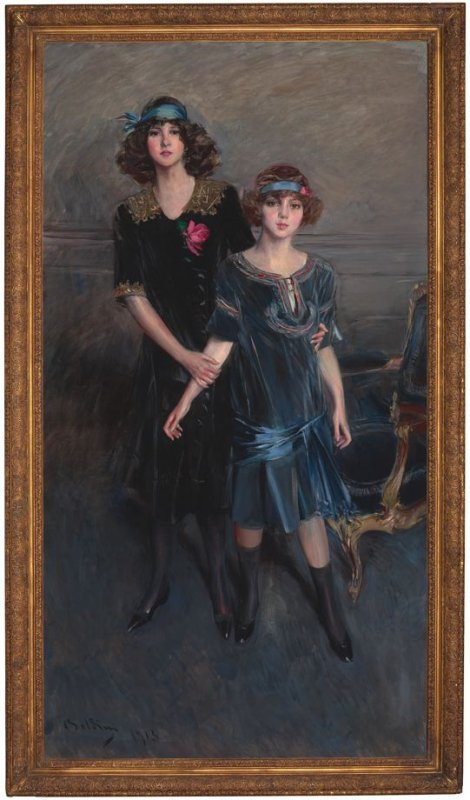
Giovanni Boldini: Consuelo and Muriel Vanderbilt, um 1910

Anfang 1909 verließ Virginia Fair Vanderbilt ihren Mann nach erbitterten Streitereien, weil sie dessen Verhältnis zu seiner Geliebten Rosamund Lancaster Warburton (1897–1947) nicht mehr tolerieren mochte. Die Scheidung erfolgte 1927 in Paris, da ihr Ehemann wieder heiraten wollte. Das Scheidungsverfahren wurden durch deren Anwälte in New York City geregelt, während William Kissam II und seine zukünftige Ehefrau diskret im Pariser Vorort Passy abwarteten – weit weg von den Massenmedien. Sie erhielt keinen Unterhalt, da sie durch das Erbe ihres Vaters (etwa 200 Millionen US-Dollar) reichlich abgesichert war. Am Tag der Scheidung verkaufte sie das Stadthaus auf der Fifth Avenue in New York an ihren Freund, John D. Rockefeller II. (1874–1960), für eine Summe von 1,5 Millionen Dollar.
Während des Ersten Weltkrieges setzte sich Birdie aktiv für Kriegsopfer – zivil wie militärisch – ein und schloss sich dem Amerikanischen Komitee für das zerstörte Frankreich an, das verwundete Soldaten versorgte und sich um die Wiederherstellung verwüsteter Ortschaften im Frontbereich kümmerte. Ebenfalls setzte sie sich für Menschenrechte ein und gründete einen Fonds zum Bau von Krankenhäusern, Kirchen und Schulen. Eine weitere Popularität erreichte Virginia Fair Vanderbilt auch durch ihren Pferderennstall Fair Stable, in dem sie die wertvollsten Tiere (Englisches Vollblut) dieses Sports hielt und züchtete. Ihr Pferd Sarazen, das sie für 35.000 $ erworben hatte, wurde 1924 und 1925 Horse of the Year und wurde damit in die Hall of Fame des National Museum of Racing in Saratoga Springs aufgenommen.
Durch den frühen Tod ihres Sohnes litt Virginia Fair Vanderbilt an Depressionen und starb zwei Jahre später in Manhattan an den Folgen einer Lungenentzündung. Ihre sterblichen Überreste wurden auf dem Woodlawn Cemetery in der Bronx bestattet.